# 매스터스 토너먼트
매스터스 토너먼트(영어: The Masters Tournament)는 미국 프로 골프 협회 (PGA)가 주관하는 남자 골프 대회 중 4대 메이저 골프 대회의 하나이다. 이 대회는 1934년 처음 시작되었다. 매년 4월 1번째주의 4일에 조지아주 오거스타의 오거스타 내셔널 골프 클럽에서 개최된다. 매스터스의 설립자는 전설적인 아마추어 골퍼인 바비존스와 은행가였던 클리퍼드 로버츠이다. 코스의 설계는 영국의 설계자였던 앨리스터 매켄지와 보비존스가 공동으로 설계하였다. 매스터스의 명성의 시작은 전설적 골퍼였던 존스의 명성으로 당대 최고의 골퍼들이 대회에 참여하면서 시작되었다. 첫 대회의 호턴 스미스를 시작으로 샘 스니드, 벤 호건, 아널드 파머, 게리 플레이어, 잭 니클라우스, 톰 왓슨, 세베 바예스테로스, 닉 팔도, 필 미컬슨, 그리고 타이거 우즈까지 당대 최고의 골퍼들이 우승자 명단에 포함되어 있다. 4대 메이저 대회중에서도 왕중왕전으로 꼽히는 매스터스 토너먼트. 한국 선수의 최고 성적은 2004년 최경주가 기록했던 3위다.

## 역대 우승자
| 연도                              | 우승자                   | 나라              | 파에 | 타수차         | 우승상금 ($) |
| --------------------------------- | ------------------------ | ----------------- | ---- | -------------- | ------------ |
| 2016                              | 대니 윌릿                | 잉글랜드          | −5   | 3타            | 1,800,000    |
| 2015                              | 조던 스피스              | 미국              | −18  | 4타            | 1,800,000    |
| 2014                              | 버바 왓슨 (2)            | 미국              | −8   | 3타            | 1,620,000    |
| 2013                              | 애덤 스콧                | 오스트레일리아    | −9   | 플레이오프 (2) | 1,440,000    |
| 2012                              | 버바 왓슨                | 미국              | −10  | 플레이오프 (2) | 1,440,000    |
| 2011                              | 샬 슈워츨                | 남아프리카 공화국 | −14  | 2타            | 1,440,000    |
| 2010                              | 필 미컬슨 (3)            | 미국              | −16  | 3타            | 1,350,000    |
| 2009                              | 앙헬 카브레라            | 아르헨티나        | −12  | 플레이오프     | 1,350,000    |
| 2008                              | 트레버 이멀먼            | 남아프리카 공화국 | −8   | 3타            | 1,350,000    |
| 2007                              | 잭 존슨                  | 미국              | +1   | 2타            | 1,305,000    |
| 2006                              | 필 미컬슨 (2)            | 미국              | −7   | 2타            | 1,260,000    |
| 2005                              | 타이거 우즈 (4)          | 미국              | −12  | 플레이오프 (2) | 1,260,000    |
| 2004                              | 필 미컬슨                | 미국              | −9   | 1타            | 1,117,000    |
| 2003                              | 마이크 위어              | 캐나다            | −7   | 플레이오프 (2) | 1,080,000    |
| 2002                              | 타이거 우즈 (3)          | 미국              | −12  | 3타            | 1,008,000    |
| 2001                              | 타이거 우즈 (2)          | 미국              | −16  | 2타            | 1,008,000    |
| 2000                              | 비자이 싱                | 피지              | −10  | 3타            | 828,000      |
| 1999                              | 호세 마리아 올라사발 (2) | 스페인            | −8   | 2타            | 720,000      |
| 1998                              | 마크 오마라              | 미국              | −9   | 1타            | 576,000      |
| 1997                              | 타이거 우즈              | 미국              | −18  | 12타           | 486,000      |
| 1996                              | 닉 팔도 (3)              | 잉글랜드          | −12  | 5타            | 450,000      |
| 1995                              | 벤 크렌쇼 (2)            | 미국              | −14  | 1타            | 396,000      |
| 1994                              | 호세 마리아 올라사발     | 스페인            | −9   | 2타            | 360,000      |
| 1993                              | 베른하르트 랑거 (2)      | 독일              | −11  | 4타            | 306,000      |
| 1992                              | 프레드 커플스            | 미국              | −13  | 2타            | 270,000      |
| 1991                              | 이언 우즈넘              | 웨일스            | −11  | 1타            | 243,000      |
| 1990                              | 닉 팔도 (2)              | 잉글랜드          | −10  | 플레이오프 (2) | 225,000      |
| 1989                              | 닉 팔도                  | 잉글랜드          | −5   | 플레이오프 (2) | 200,000      |
| 1988                              | 샌디 라일                | 스코틀랜드        | −7   | 1타            | 183,800      |
| 1987                              | 래리 마이즈              | 미국              | −3   | 플레이오프 (3) | 162,000      |
| 1986                              | 잭 니클라우스 (6)        | 미국              | −9   | 1타            | 144,000      |
| 1985                              | 베른하르트 랑거          | 서독              | −6   | 2타            | 126,000      |
| 1984                              | 벤 크렌쇼                | 미국              | −11  | 2타            | 108,000      |
| 1983                              | 세베 바예스테로스 (2)    | 스페인            | −8   | 4타            | 90,000       |
| 1982                              | 크레이그 스태들러        | 미국              | −4   | 플레이오프 (2) | 64,000       |
| 1981                              | 톰 왓슨 (2)              | 미국              | −8   | 2타            | 60,000       |
| 1980                              | 세베 바예스테로스        | 스페인            | −13  | 4타            | 55,000       |
| 1979                              | 퍼지 조엘러              | 미국              | −8   | 플레이오프 (3) | 50,000       |
| 1978                              | 게리 플레이어 (3)        | 남아프리카 공화국 | −11  | 1타            | 45,000       |
| 1977                              | 톰 왓슨                  | 미국              | −12  | 2타            | 40,000       |
| 1976                              | 레이먼드 플로이드        | 미국              | −17  | 8타            | 40,000       |
| 1975                              | 잭 니클라우스 (5)        | 미국              | −12  | 1타            | 40,000       |
| 1974                              | 게리 플레이어 (2)        | 남아프리카 공화국 | −10  | 2타            | 35,000       |
| 1973                              | 토미 에런                | 미국              | −5   | 1타            | 30,000       |
| 1972                              | 잭 니클라우스 (4)        | 미국              | −2   | 3타            | 25,000       |
| 1971                              | 찰스 쿠디                | 미국              | −9   | 2타            | 25,000       |
| 1970                              | 빌리 캐스퍼              | 미국              | −9   | 플레이오프 (2) | 25,000       |
| 1969                              | 조지 아처                | 미국              | −7   | 1타            | 20,000       |
| 1968                              | 밥 골비                  | 미국              | −11  | 1타            | 20,000       |
| 1967                              | 게이 브루어              | 미국              | −8   | 1타            | 20,000       |
| 1966                              | 잭 니클라우스 (3)        | 미국              | E    | 플레이오프 (3) | 20,000       |
| 1965                              | 잭 니클라우스 (2)        | 미국              | −17  | 9타            | 20,000       |
| 1964                              | 아널드 파머 (4)          | 미국              | −12  | 6타            | 20,000       |
| 1963                              | 잭 니클라우스            | 미국              | −2   | 1타            | 20,000       |
| 1962                              | 아널드 파머 (3)          | 미국              | −8   | 플레이오프 (3) | 20,000       |
| 1961                              | 게리 플레이어            | 남아프리카 공화국 | −8   | 1타            | 20,000       |
| 1960                              | 아널드 파머 (2)          | 미국              | −6   | 1타            | 17,500       |
| 1959                              | 아트 월 주니어           | 미국              | −4   | 1타            | 15,000       |
| 1958                              | 아널드 파머              | 미국              | −4   | 1타            | 11,250       |
| 1957                              | 더그 포드                | 미국              | −5   | 3타            | 8,750        |
| 1956                              | 잭 버크 주니어           | 미국              | +1   | 1타            | 6,000        |
| 1955                              | 케리 미들코프            | 미국              | −9   | 7타            | 5,000        |
| 1954                              | 샘 스니드 (3)            | 미국              | +1   | 플레이오프 (2) | 5,000        |
| 1953                              | 벤 호건 (2)              | 미국              | −14  | 5타            | 4,000        |
| 1952                              | 샘 스니드 (2)            | 미국              | −2   | 4타            | 4,000        |
| 1951                              | 벤 호건                  | 미국              | −8   | 2타            | 3,000        |
| 1950                              | 지미 데머렛 (3)          | 미국              | −5   | 2타            | 2,400        |
| 1949                              | 샘 스니드                | 미국              | −6   | 3타            | 2,750        |
| 1948                              | 클로드 하먼              | 미국              | −9   | 5타            | 2,500        |
| 1947                              | 지미 데머렛 (2)          | 미국              | −7   | 2타            | 2,500        |
| 1946                              | 허먼 카이저              | 미국              | −6   | 1타            | 2,500        |
| 1943–45: 제2차 세계 대전으로 취소 |                          |                   |      |                |              |
| 1942                              | 바이런 넬슨 (2)          | 미국              | −8   | 플레이오프 (2) | 1,500        |
| 1941                              | 크레이그 우드            | 미국              | −8   | 3타            | 1,500        |
| 1940                              | 지미 데머렛              | 미국              | −8   | 4타            | 1,500        |
| 1939                              | 랠프 굴달                | 미국              | −9   | 1타            | 1,500        |
| 1938                              | 헨리 피카드              | 미국              | −3   | 2타            | 1,500        |
| 1937                              | 바이런 넬슨              | 미국              | −5   | 2타            | 1,500        |
| 1936                              | 호턴 스미스 (2)          | 미국              | −3   | 1타            | 1,500        |
| 1935                              | 진 사라젠                | 미국              | −6   | 플레이오프 (2) | 1,500        |
| 1934                              | 호턴 스미스              | 미국              | −4   | 2타            | 1,500        |